# Những sự kiện ma quỷ ở Enfield
Những sự kiện ma quỷ ở Enfield là cái tên được đặt cho hoạt động ma quỷ tại khu cư xá ở Brimsdown, Enfield, Anh quốc từ năm 1977 đến năm 1979 có liên quan đến hai chị em, tuổi 11 và 13. Vài thành viên trong Hội Nghiên cứu Tâm Linh như là nhà phát minh Maurice Grosse và nhà văn Guy Lyon Playfair tin rằng những ám ảnh là thật, trong khi những người khác như giáo sư tâm lý học Anita Gregory và John Beloff đã "hoài nghi" và tìm thấy bằng chứng là các cô gái đã làm giả sự việc trước các báo cáo phúc lợi. Các thành viên của Ủy ban yêu cầu nghi ngờ bao gồm ảo thuật gia sân khấu như Milbourne Christopher, Joe Nickell, và Bob Couttie đã điều tra các sự kiện và phê phán các nhà điều tra huyền bí vì đã quá cả tin, nhận ra rằng các khả năng của sự việc điều là biểu hiện của một trò đùa.
Câu chuyện đã hấp dẫn báo chí đưa tin trong nhiều tờ báo của Anh quốc như Daily Mail và Daily Mirror, và đã thành chủ đề của sách, phim tài liệu truyền hình, và được biên soạn thành phim kinh dị.

## Ghi nhận
Trong tháng tám 1977, bà mẹ đơn thân Peggy Hodgson đã gọi cho cảnh sát về căn nhà cô thuê ở Enfield sau khi hai trong bốn đứa con của cô nói rằng đồ đạc đang di chuyển và nghe thấy những tiếng gõ trên các bức tường. Bọn trẻ trong đó bao gồm Margaret, 13 tuổi, Janet, 11 tuổi, Johnny, mới 10 tuổi và Billy, 7 tuổi. Cảnh sát đã nhìn thấy một cái ghế trượt trên sàn nhưng không thể xác định được nó tự di chuyển hay bị ai đó kéo. Sau lời khai gồm nghe được tiếng của Ác quỷ, tiếng ồn, tiếng ném đá và đồ chơi, ghế bập bênh và những đứa bé bị treo lơ lửng. Báo cáo khiến ngôi nhà càng thu hút nhiều sự chú ý và câu chuyện đã bao trùm các tờ báo của Anh quốc như Daily Mail, và  Daily Mirror, cho đến khi có báo cáo kết thúc năm 1979. Vào đêm Halloween năm 2011, BBC News đã phát sóng các ý kiến từ cuộc phỏng vấn trên radio với nhiếp ảnh gia Graham Morris, người đã khẳng định các sự kiện là thật.